# Trigonopteryx sumatrana
Trigonopteryx sumatrana is een rechtvleugelig insect uit de familie Trigonopterygidae. De wetenschappelijke naam van deze soort is voor het eerst geldig gepubliceerd in 1930 door Willemse.